# لیسا لاسک
لیسا لاسک (انگلیسی: Lisa Lassek) یک تدوین‌گر اهل ایالات متحده آمریکا است.

## فیلم‌شناسی
- آنجل (۱۹۹۹–۲۰۰۴)
- بافی قاتل خون‌آشام‌ها (۲۰۰۱–۲۰۰۳)
- فایرفلای (۲۰۰۳)
- Tru Calling (۲۰۰۳)
- Wonderfalls (۲۰۰۳)
- Serenity (۲۰۰۴)
- Blade: The Series (۲۰۰۶), Episode: "Pilot"
- Pushing Daisies (۲۰۰۷–۲۰۰۹)
- Dr. Horrible's Sing-Along Blog (۲۰۰۸)
- کامیونیتی (۲۰۰۹)
- کلبه‌ای در جنگل (۲۰۱۲)
- انتقام‌جویان (۲۰۱۲)
- انتقام‌جویان: عصر اولتران (۲۰۱۵)
- The Circle (۲۰۱۶)